# 2004年レッドブル・エアレース・ワールドシリーズ
2004年レッドブル・エアレース・ワールドシリーズでは、2004年6月20日から9月18日まで行われた2回目のレッドブル・エアレース・ワールドシリーズについて述べる。
2004年シリーズでは、レース数が1増え、全3レースとなった。前年と同じハンガリー・ブダペストに加え、イギリス・ケンブル飛行場とアメリカ・ネバダ州リノで開催された。
アメリカからマイク・マンゴールド、マイケル・グーリアン、デヴィッド・マーティン、オランダからフランク・ヴェルスティーグ、フランスからニコラス・イワノフらが新たに参戦。アメリカのカービー・チャンブリスが全3レース中2レースで優勝し、総合得点17点を獲得し、初代チャンピオンであるハンガリーのピーター・ベゼネイより5ポイント上回り、総合優勝した。イギリスのスティーヴ・ジョーンズとドイツのクラウス・シュロットは共に8ポイントで同率3位だった。

## レース日程

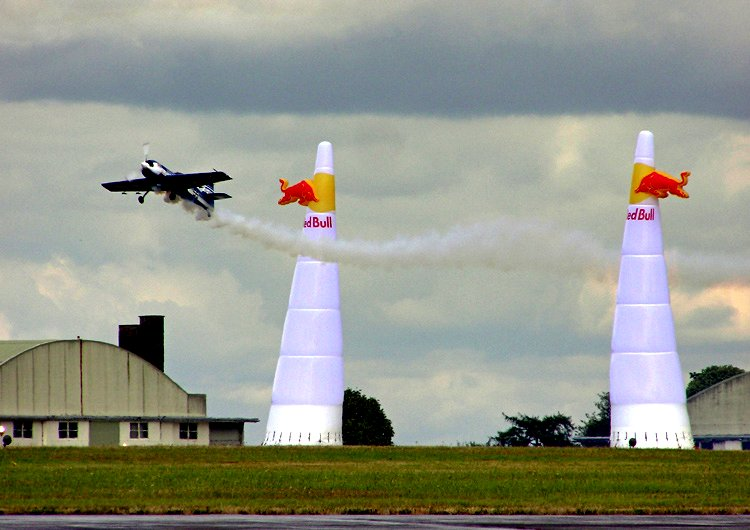
ケンブル飛行場で行われた初戦

| ラウンド | 開催日  | 国             | 地域                   |
| -------- | ------- | -------------- | ---------------------- |
| 1        | 6月20日 | イギリス       | ケンブル飛行場         |
| 2        | 8月20日 | ハンガリー     | ブダペスト（ドナウ川） |
| 3        | 9月18日 | アメリカ合衆国 | ネバダ州リノ           |

## 順位と結果
スコア・システム
| 順位     | 1位 | 2位 | 3位 | 4位 | 5位 | 6位 | 7–11位 |
| ポイント | 6   | 5   | 4   | 3   | 2   | 1   | 0      |
| 順位 | パイロット                 | 第1戦  | 第2戦  | 第3戦 | 総合得点 |
| ---- | -------------------------- | ------ | ------ | ----- | -------- |
| 1    | カービー・チャンブリス     | 1      | 1      | 2     | 17       |
| 2    | ピーター・ベゼネイ         | 3      | 3      | 3     | 12       |
| 3    | スティーブ・ジョーンズ     | 2      | 4      | 7     | 8        |
| 3    | クラウス・シュロット       | 4      | 2      | DNS   | 8        |
| 5    | マイク・マンゴールド       | 不参加 | 不参加 | 1     | 6        |
| 6    | フランク・ヴェルスティーグ | 5      | 6      | DNS   | 3        |
| 6    | マイケル・グーリアン       | 不参加 | 不参加 | 4     | 3        |
| 8    | ポール・ボノム             | 6      | 7      | 6     | 2        |
| 8    | ニコラス・イワノフ         | 不参加 | 5      | DNS   | 2        |
| 8    | デヴィッド・マーティン     | 不参加 | 不参加 | 5     | 2        |
| 11   | アレハンドロ・マクレアン   | 不参加 | 8      | DNS   | 0        |

凡例：
- DNS - Did not show（フライトせず）

## 使用機
| 使用機           | メーカー                   | パイロット                                                                    |
| ---------------- | -------------------------- | ----------------------------------------------------------------------------- |
| Extra 230        | エクストラ                 | ニコラス・イワノフ                                                            |
| Extra 300L       | エクストラ                 | フランク・ヴェルスティーグ                                                    |
| Extra 300S       | エクストラ                 | ピーター・ベゼネイ ポール・ボノム スティーヴ・ジョーンズ クラウス・シュロット |
| Sukhoi Su-26     | スホーイ                   | アレハンドロ・マクレアン                                                      |
| ジブコ エッジ540 | ジブコ・エアロノーティクス | カービー・チャンブリス マイク・マンゴールド                                   |